# Jean-Gabriel Albicocco
Jean-Gabriel Albicocco (Cannes, 15 de febrero de 1936 - Río de Janeiro, 10 de abril de 2001) fue un realizador y cineasta francés.

## Biografía
Hijo del director de fotografía Quinto Albicocco, trabajó con Marc'O como director de fotografía en su película Closed Vision, que se presentó en el 7º Festival de cine de Cannes, en 1954. También fue ayudante de dirección de Jules Dassin en la película El que debe morir en 1957 antes de realizar varios cortometrajes y largometrajes.
Participó en la fundación de la Sociedad de directores de cine y en la década de 1980 representó a la industria del cine francés en Brasil.
Se había casado con la cantante y actriz Marie Laforêt en 1961.

## Filmografía
Cortometrajes
- 1956: Ciel bleu
- 1956: Les Essais
- 1960: Histoire de chiens
- 1961: Nemausus

Largometrajes
- 1961: La Fille aux yeux d'or
- 1963: Le Rat d'Amérique
- 1967: Le Grand Meaulnes
- 1970: Le Coeur fou
- 1971: Le Petit Matin
- 1971: Faire l'amour : De la pilule à l'ordinateur